# Кранберис
Кранберис (The Cranberries) е ирландска рок група, сформирана в Лимерик през 1989 г. под името Дъ Кранбери Соу Ъс ('Червената боровинка ни видя'). Името ѝ е променено по-късно от вокалистката Долорес О’Риърдън. Настоящият състав на групата е китаристът Ноъл Хоуган, бас-китаристът Майк Хоугън и барабанистът Фъргал Лолър. Въпреки че основните асоциации са с алтернативния рок, групата е представител на звученето на други жанрове като инди поп, пост-пънк, ирландски фолк и поп рок.

## История
Постигат международен успех през 90-те с дебютния си албум Everybody Else Is Doing It, So Why Can't We?, който пожънва големи търговски успехи и от който се продават над 5 млн. копия само в САЩ. Групата е един от най-успешните музикални проекти на 90-те и продава над 14,5 млн. албума само в САЩ. Четири от нейните албуми влизат в Първите 20 в класацията Билборд 200 (Everybody Else Is Doing It, So Why Can't We?; No Need to Argue; To the Faithful Departed и Bury the Hatchet). Постигат и осем сингъла в Първите 20 на класацията Съвременни рок песни (Linger, Dreams, Zombie, Ode to My Family, Ridiculous Thoughts, Salvation, Free To Decide и Promises).
След шестгодишна творческа пауза Кранберис отново се консолидират и започват северноамериканско турне, последвано от концерти в Латинска Америка и Европа в началото на 2010. Групата записва последния си, шести албум в началото на 2011. Неговото име е Roses и излиза през 2012.

## Дискография

### Студийни албуми
- Everybody Else Is Doing It, So Why Can't We? (1993)
- No Need to Argue (1994)
- To the Faithful Departed (1996)
- Bury the Hatchet (1999)
- Wake Up and Smell the Coffee (2001)
- Roses (2012)
- Something Else (2017)
- In the End (2019)